# Solidus (termodinámica)

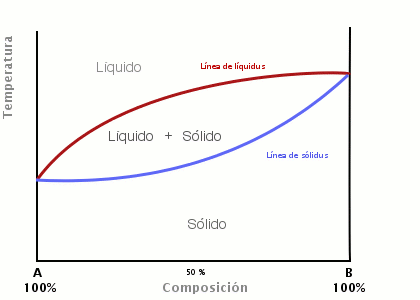
Líneas de solidus y liquidus en un diagrama de fases bicomponente.

La curva de solidus de un diagrama de fases, para una sustancia compuesta afectada por un proceso de solidificación, cristalización o fusión, separa la zona donde, a menor temperatura, sólo existe sólido, de aquella en que, a mayor temperatura, coexisten sólido y líquido.
El solidus cuantifica la temperatura a la que comienza la fusión de una sustancia, pero no necesariamente la sustancia se funde completamente, es decir, la solidificación no es necesariamente un punto de fusión. Para esta distinción, el solidus debe ser contrastado la curva de liquidus. El solidus y liquidus no se alinean o se superponen en todos los casos. Si existe una separación entre el solidus y el liquidus se le llama el rango de fusión, y, dentro de esa separación, la sustancia se compone de una mezcla de fases sólida y líquida (como una suspensión). Tal es el caso, por ejemplo, del olivino (forsterita - fayalita). Partiendo de la temperatura de solidus al aumentarla se inicia una fusión parcial, y si se disminuye la temperatura obtenemos la solidificación completa.
La noción de solidificación se utiliza, entre otros campos, en metalurgia, ciencia de los materiales y petrología, para aclarar los diagramas de fase de la final de la cristalización o inicio temprano de las inclusiones de líquido en la aleación, roca , ceramica, etc. Por ejemplo, en un sistema binario que representa una combinación de dos componentes (puros o compuestos) completamente miscibles (por ejemplo, cobre y níquel), la solidificación es una curva que da la temperatura a la que la mezcla esté completamente solidificada según de la composición de la mezcla. En geología, el solidus obviamente depende de la presión y temperatura en profundidad, pero hay que considerar dos solidus, seco y húmedo, la línea de fusión de las rocas en condiciones secas o saturadas de agua.
En mezclas eutécticas las temperaturas de solidus y liquidus son idénticas, es decir, la mezcla se funde completamente a esa temperatura, el punto eutéctico.